# Paul Corner
Paul Richard Corner (Yorkshire, 19 dicembre 1944) è uno storico inglese.

## Biografia
Ha compiuto i suoi studi superiori all'università di Cambridge e il suo dottorato di ricerca all'università di Oxford. Nel 1971 è stato borsista della Fondazione Luigi Einaudi di Torino.
È specializzato in storia dell'Italia contemporanea - in particolare, la storia del fascismo italiano - e in temi riguardanti i regimi totalitari del Novecento.
Dal 1987 insegna Storia dell'Europa all'Università degli Studi di Siena, dove è Direttore del Centro Interuniversitario per lo Studio dei Regimi Totalitari del Ventesimo Secolo (CiSReTo).
Dal novembre 2011 è decano dell'Università di Siena.
Nel 1992 fondò (con Martin Rose del British Council) il convegno di Pontignano (meglio conosciuto come the Pontignano Conference), diventato poi, sotto la direzione di Lord Ralf Dahrendorf, il principale punto di incontro annuale fra politici e accademici britannici e italiani.
È membro del Senior Common Room del St. Antony's College, Oxford.

## Opere
Le sue opere più note sono: Contadini e industrializzazione. Società rurale e impresa in Italia dal 1840 al 1940 (Roma-Bari, 1993); Popular Opinion in Totalitarian Regimes. Fascism, Nazism, Communism (Oxford, 2009) e The Fascist Party and Popular Opinion in Mussolini's Italy(Oxford, 2012). Più di recente ha curato, con Jie-Hyun Lim della Sogang University, Seoul, il Palgrave Handbook of Mass Dictatorship (Palgrave 2016).